# Astier Nicolas
Astier Nicolas (Tolosa, 19 gennaio 1989) è un cavaliere francese.

## Palmarès
- Giochi olimpici

Rio de Janeiro 2016: oro nel concorso completo a squadre, argento nel concorso completo individuale.
- Europei

Blair Castle 2015: bronzo nel concorso completo a squadre.